# Inchcruin
Inchcruin är en obebodd ö i Loch Lomond i Stirling, Skottland. Ön är belägen 12 km från Helensburgh.